# Rhododendron gannanense
Rhododendron gannanense là một loài thực vật có hoa trong họ Thạch nam. Loài này được Z.C. Feng & X.G. Sun miêu tả khoa học đầu tiên năm 1992.